# تاکیا میزوکاکی
تاکیا میزوکاکی (انگلیسی: Takeya Mizugaki؛ زادهٔ ۱۶ دسامبر ۱۹۸۳) بوکسور، ورزشکار هنرهای رزمی ترکیبی و جودوکار اهل ژاپن است.